# Women’s Emergency Signalling Corps

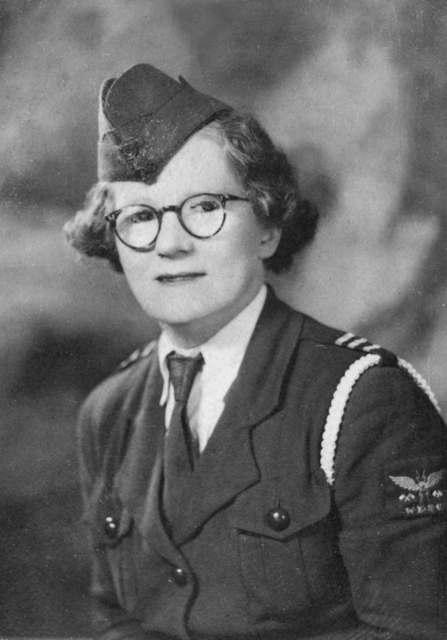
Die Gründerin des WESC, Violet McKenzie, in der Uniform mit dem WESC-Abzeichen am linken Oberarm (ca. 1941).

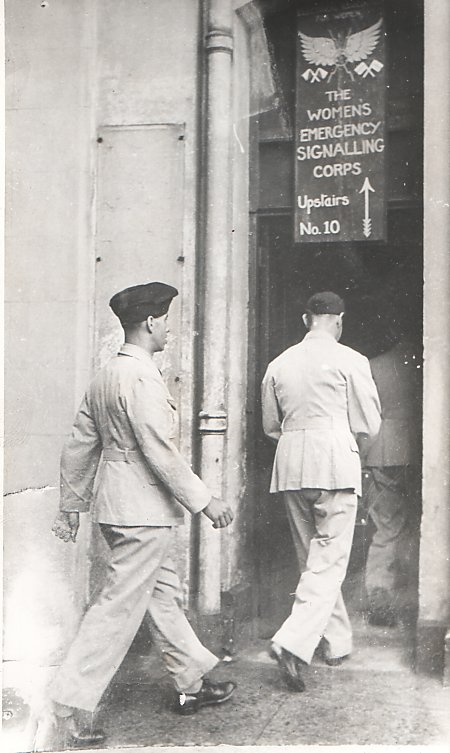
Soldaten betreten die WESC-Räume in der Clarence Straße 10 in Sydney (ca. 1940).

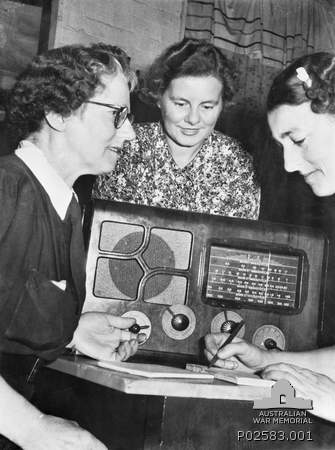
Frauen des WESC am Radio.

Das Women’s Emergency Signalling Corps (WESC), deutsch etwa „Notfall-Fernmelde-Korps der Frauen“, war eine zunächst private Ausbildungsstätte für Frauen zu Telegraphistinnen, die von Violet McKenzie kurz vor dem Zweiten Weltkrieg in Sydney gegründet wurde.

## Geschichte
Im März 1939, ein halbes Jahr nachdem der Premierminister des Vereinigten Königreichs, Neville Chamberlain, nach dem Münchner Abkommen wieder in London gelandet war und noch auf dem Flughafen verkündet hatte, dies sei „der Friede für unsere Zeit“ (englisch peace for our time), entschloss sich Violet McKenzie (Bild), für einen möglichen Krieg Vorbereitungen zu treffen. Als diplomierte Elektroingenieurin – die erste des Kontinents – und lizenzierte Funkamateurin – ebenfalls die erste Australiens –, die zuvor mehr als zehn Jahre lang (ab 1921) in Sydney ein Radio-Geschäft mit angegliederter Reparaturwerkstatt betrieben hatte, sah sie ihren Beitrag zu den kommenden Kriegsanstrengungen in der Ausbildung von Frauen zu Telegraphistinnen und Funkerinnen. Zu diesem Zweck eröffnete sie eine Ausbildungsstätte in der Clarence street von Sydney (gut einen Kilometer südwestlich des heutigen Opernhauses) und beschilderte sie als The Women’s Emergency Signalling Corps.
Bei Kriegsausbruch, im September 1939, hatten bereits 400 Frauen die Ausbildung erfolgreich absolviert. Es dauerte nicht lange, bis sich auch erste männliche Interessenten um eine Schulung in Morsetelegraphie bei ihr bewarben (Bild). Dies brachte sie auf die Idee, Frauen als zukünftige Lehrerinnen für die Männer auszubilden. Sie musste noch einige Überzeugungsarbeit leisten, bis die Royal Australian Navy (RAN) endlich „ihre“ Funkerinnen als zivile Angestellte akzeptierte. Die ersten arbeiteten auf dem Stützpunkt HMAS Harman am Stadtrand der australischen Hauptstadt Canberra.
Die Anzahl der beim WESC ausgebildeten Personen wuchs während des Krieges auf etwa 3000 Frauen und 12.000 Männer an. Am 1. Oktober 1942 wurde der Zivilstatus für die Frauen abgeschafft und sie dienten fortan als Soldatinnen des neu geschaffenen Women’s Royal Australian Naval Service (WRANS) für die RAN.
Während der WRANS 1948 aufgelöst wurde, aber 1951 neu gegründet wurde, blieb das WESC nach dem Krieg kontinuierlich bestehen, bis es 1954 aufgelöst wurde.